# Pacific Liner
Pacific Liner ist ein US-amerikanisches Filmdrama aus dem Jahr 1938, das Lew Landers nach einer Erzählung von Anthony Coldeway und Henry Roberts Symonds für RKO Pictures inszenierte.

## Handlung
Crusher McKay ist Ingenieur an Bord des Passagierdampfers SS Arcturus. Trotz seiner Härte steht seine Mannschaft hinter ihm. Als Passagier an Bord befindet sich der Arzt Dr. Tony Caig, der von Shanghai nach San Francisco reist, um dort seiner ehemaligen Freundin, der Krankenschwester Ann Grayson, nahe sein zu können. Auch McKay fühlt sich zu Ann hingezogen, und so entsteht zwischen dem Ingenieur und dem Arzt eine Rivalität.
Mitten auf dem Pazifik wird ein Chinese als blinder Passagier entdeckt. Der Mann ist von Cholera-Bakterien befallen und infiziert die Umstehenden. Eine Epidemie droht an Bord des Dampfers auszubrechen, was zu Panik unter den Passagieren führt. McKay befiehlt, die unteren Decks, in denen der Chinese entdeckt wurde, zu versiegeln. Die Anordnung stößt auf Widerspruch von Dr. Craig, der die Infizierten behandeln will. McKay muss indessen seine Männer hart antreiben, damit sie weiterhin die Kessel unter Dampf setzen.
Die Passagiere auf den Oberdecks haben bislang nichts von den Problemen mitbekommen. Erst als ein Besatzungsmitglied erkrankt, verfallen auch sie in Panik. Dr. Craig und Ann versuchen verzweifelt, die Erkrankten zu heilen. Dabei kommen sie sich wieder näher. Als mehr und mehr seiner Männer erkranken, grift sich McKay selber eine Schaufel, um Kohle in die Kessel zu schaufeln. Doch auch McKay fällt der Infektion zum Opfer. Ohne die Führung ihres Ingenieurs begehren die verängstigten Heizer auf. Craigs Versuche, die Meuterei einzudämmen, scheitern. Erst als McKay sich todkrank von seinem Bett erhebt, gehen die Männer wieder an ihre Arbeit. Dank McKays Verbissenheit erreicht die Arcturus sicher den Hafen.

## Kritik
Die katholische Bischofskonferenz der USA (USCCB) bezeichnete den Film als statisches Melodram mit ausgefeilter Brutalität, bedrohlichen Situationen und sexuellen Anspielungen.

## Auszeichnungen
Robert Russell Bennett erhielt 1939 eine Oscar-Nominierung in der Kategorie Beste Filmmusik.

## Hintergrund
Der Film feierte am 6. Januar 1939 seine Premiere.
Die Szenenbildner Van Nest Polglase und Albert S. D’Agostino fertigten ein üppig ausgestattetes Schiffsmodell für den Film an. Dieses Modell wurde 1943 von Mark Robson für seinen Horrorkrimi The Ghost Ship verwendet. Die Innenausstattung stammte von Darrell Silvera.